# Kärla-Kirikuküla
Kärla-Kirikuküla − wieś w Estonii, w prowincji Sarema, w gminie Lääne-Saare.